# Kerry Katona

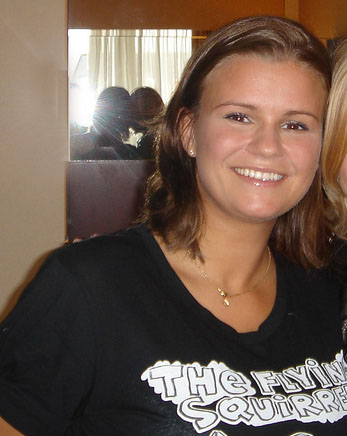
Kerry Katona w 2008

Kerry Jayne Elizabeth Katona, po pierwszym mężu Kerry McFadden (ur. 6 września 1980 roku w Warrington w hrabstwie Cheshire) – brytyjska modelka i wokalistka znana z występów w grupie muzycznej Atomic Kitten. 
Katona jest dwukrotną rozwódką i ma pięcioro dzieci. Była żoną wokalisty irlandzkiej grupy Westlife – Briana McFaddena, z którym ma dwie córki: Molly oraz Lilly. W 2006 roku Kerry poznała swojego drugiego męża – Marka Crofta, za którego wyszła za mąż w marcu 2007 roku podczas skromnej ceremonii, w której wzięło udział 6 osób. Z drugiego związku piosenkarka ma córeczkę Heidi Elizabeth, która przyszła na świat jako wcześniak w wyniku cesarskiego cięcia, również w marcu 2007, i syna, Maxwella Marka, urodzonego w kwietniu 2008 r. Para rozwiodła się w 2011 r. 
Jej obecny, trzeci mąż nazywa się George Kay (są małżeństwem od września 2014 r.), ma z nim córkę Dylan. 
Kerry, podobnie jak Katie Price, prowadziła rubrykę w angielskim magazynie OK!, w którym komentowała wydarzenia ze świata show-biznesu.

## Wczesne życie
Katona urodziła się w Warrington, Cheshire. Jej dziadek ze strony matki jest Węgrem, uciekł z Budapesztu do Wielkiej Brytanii podczas II wojny światowej.  W dzieciństwie została umieszczona pod opieką i wychowana przez cztery pary przybranych rodziców, a także uczęszczała do ośmiu różnych szkół.  Katona skończyła szkołę w wieku szesnastu lat, aby stać się tancerką na kolanach, a następnie dołączyła do trupy tańca, która podróżowała po Europie.

## Kariera

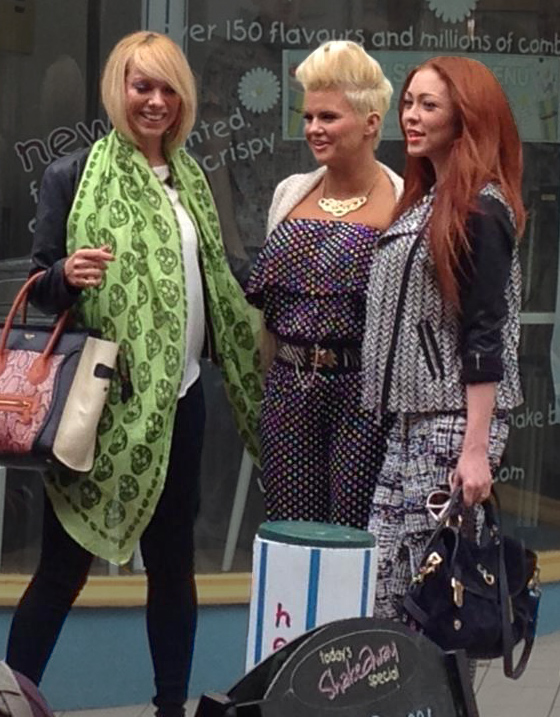
Kerry Katona w 2013 roku (centrum)

W 1999 roku 18-letnia Katona zdobyła sławę jako członek Atomic Kitten, kobiecego popowego trio, stworzonego przez Andy'ego McCluskeya, frontmana kapeli Orchestral Manewry w ciemności. Inni członkowie zespołu to Natasha Hamilton i Lisa McClarn. Ich debiutancki singiel "Right Now" ukazał się pod koniec listopada 1999 roku i zajął 10 miejsce na brytyjskiej liście Singli Chart. Ich drugi singiel "See Ya" został zaprezentowany w marcu 2000 roku i osiągnął jeszcze większy sukces, awansując na 6 miejsce. 
Po tym sukcesie Atomic Kitten wyruszył w trasę po Azji i otrzymał swój pierwszy numer 1 na listach przebojów piosenką "Cradle". Album Right Now został wydany po raz pierwszy w Japonii 16 marca 2000 r., A następnie wydany w Wielkiej Brytanii 23 października 2000 r. Po dwóch kolejnych singlach "I Want Your Love" i "Follow Me", z nieco odmienioną, zmodyfikowaną listą utworów. W 2000 roku zespół nagrał także cover piosenki "The Locomotion" dla Thomasa i Magic Railroad.
«Album Right Now» zakończył się niepowodzeniem, po pierwszym wydaniu, osiągając jedynie 39. pozycję na brytyjskich listach przebojów.  Początkowo nie planowano koncentrować się na rynku światowym, a grupa wytwórni Innocent Records nawet myślała o rozwiązaniu zespołu z powodu ograniczonego sukcesu. Jednak wytwórnia muzyczna została przekonana, aby pozwolić zespołowi wydać kolejny singiel z tego albumu.  Ten singiel "Whole Again" stał się ich pierwszym hitem i przyjął pierwszą turę w Wielkiej Brytanii i pozostał na szczycie przez 4 kolejne tygodnie.  Dzięki temu sukcesowi "Whole Again" ukazało się na całym świecie, a singiel osiągnął numer 1 w 18 innych krajach, w tym 6 tygodni w Niemczech i Nowej Zelandii.  Kerry Katon początkowo brała udział w nagrywaniu singla oraz w materiałach wideo do piosenki, ale opuściła grupę kilka dni przed wydaniem singla, ponieważ była w ciąży.  Piosenkarka Jenny Frost zastąpiła Carrie Katona jako część zespołu, a singiel został ponownie nagrany.
Po ślubie z Bryanem McFaddenem przyjęła jego nazwisko i zaczęła angażować się w projekty telewizyjne, występując w różnych programach rozrywkowych, takich jak Sexiest ..., Loose Women i elimiDATE. Wystąpiła w filmie Lily Savage Blankety Blank Lily Savage w 2001 roku.  W lutym 2004 r. Zostałem zwycięzcą trzeciego sezonu, jestem gwiazdą ... Zabierz mnie stąd! W lipcu Katon i McFadden zostali sędziami w konkursie RT na pokazie talentów "You a Star", który został wyznaczony do wybrania przedstawiciela Konkursu Piosenki Eurowizji z Republiki Irlandii. Po rozwodzie z McFadden we wrześniu 2004 r. wróciła do nazwiska panieńskiego.
W lipcu 2005 Katona brała udział w pokazie "My Fair Kerry" w ITV, gdzie nauczyła się etykiety i łaski, aby zamienić się z dziewczyną w dziewczynę. Zagrała także w irlandzkim dramacie Showbands. 
W latach 2007–2009 Katona była bohaterką trzech reality show MTV: Carrie Katona: Crazy in Love, Carrie Katona Again, i Carrie Katona: W czym problem? Z 500 000 szczytów Kerry Katona: Crazy In Love, Audience w Carrie Katon: Co to za problem?, seria programów dotyczących choroby afektywnej dwubiegunowej Katona, spadła do 19 tysięcy, a MTV w sierpniu 2009 r., zamknęła projekt.
Pod koniec 2009 roku próbowała zostać członkiem programu Celebrity Big Brother, ale odmówiono jej kierowania serialem, gdy nie zdała niezbędnych testów psychologicznych. 
Najnowszy pokaz Carrie Katon — Carrie Confession ukazał się 24 czerwca 2010 roku. Katona była członkiem “Dances on Ice 6” w parze z angielskim łyżwiażem figurowym Danielem Vistonem. Tańczyli w piątym tygodniu serialu, przegrywając z Jeffem Braszirem i Izabellą Gaether w walce o prawo do pozostania w serialu.
Była pierwszą osobą, która weszła do domu Big Brother w sezonie 2011 Celebrity Big Brother, razem z Amy Child, Tara Reid i innymi. 8 września 2011 r. Rozbiła w finale i zajęła drugie miejsce, ustępując miejsca Paddy Doherty.
W marcu 2012 roku Natasha Hamilton potwierdziła, że zespół ponownie spotkał się na letniej trasie koncertowej, w tym na występie w Diamond Jubilee. Hamilton stwierdziła również, że grupa jest w trakcie rozmów stworzenia  reality show na powrót, po sukcesie zjednoczenie i reality show grupy Steps 2011.  Hamilton powiedział też, że ma nadzieję, że Kerry Katona, który opuścił trio w 2001 roku, zanim osiągnęli sukces, dołączy(!) do nich na scenie spektaklu. Ponowny powrót został jednak odrzucony przez wszystkie trzy strony przez walkę między Katoną i Mrozem.
W czerwcu 2012 Katona wystąpiła w Gay Pride w Birmingham, śpiewając niektóre z jej przebojów z Atomic Kitten, w tym Whole Again and Right Now. To był pierwszy raz od 11 lat, kiedy Katona je wykonała.
Jednak w dniu 18 października ogłoszono, że oryginalny skład Atomic Kitten reaktywowany na pokazie  ITV2 z innymi grupami swojej epoki, w tym b * witched, Pięć, Liberty X i 911.  Natasha Hamilton napisała swojemu fanowi, że powodem, dla którego Frost nie była w to zaangażowana, był fakt że spodziewała się bliźniaków, ale mogła dołączyć do grupy, gdyby była  tylko na to gotowa.
W listopadzie 2018 Katona potwierdziła swój udział w szóstym sezonie Celebs Go Dating, który został wydany na antenie w 2019 roku na E4.

## Inne projekty
Wcześniej reprezentowała ją publicystka Max Clifford, z którą dzieliła się w październiku 2008 rokuу.  Katona podpisał umowy z supermarketami w Islandii i Asda. 17 sierpnia 2009 r. Islandia podpisała z Katoną zobowiązanie w wysokości 290 000 £. Firma stwierdziła, że "niemożliwe" jest dalsze pokazywanie Katonę w swoich kampaniach reklamowych, po tym, jak jej zdjęcia pojawiły się w brukowcu News of the World i rzekomo pokazujące, jak bierze kokainę w łazience swojego domu. 
Katona wydała autobiografię "Carrie Katona: Too Much, Too Young"; poradnik samopomocy "Przetrwaj od najgorszego i szukaj lepszego: jak zmienić swoje życie na właściwą ścieżkę"; oraz trzy powieści: "Hard Love", "Żona piłkarza" i "Glamour Girl". Wszystkie jej książki zostały napisane przez literackich Murzynów. W 2008 r. Pisała cykliczną rubrykę dla magazynu OK !, a następnie ponownie do grudnia 2012 r. W dniu 11 maja 2016 r. Katona dołączyła do programu "Free Women", który został w 2004 roku.
W styczniu 2013 r. Katona podpisała umowę z CashLady, promującą pożyczki krótkoterminowe. Umowa została rozwiązana w lipcu 2013 r.
Katona jest oddziałem zaufania Shannon Bradshaw w Worthington, pomagającym dzieciom w stanach zagrażających życiu i ich rodzinom. 
W marcu 2016 r. Katona uruchomiła stronę Bingo With Kerry. W maju 2016 r. Strona otrzymała nagrodę Nowa Strona Roku w WhichBingo Awards  i najlepszą stronę kasynową w konkursie New Casino Award  w 2017 roku

## Życie prywatne

### Rodzina
Katon ma pięcioro dzieci z trzech małżeństw. Ma dwoje dzieci z byłym gwiazdorem Westlifem Bryanem McFaddenem. W dniu 5 stycznia 2002 roku para wzięła ślub w Kościele Niepokalanego Poczęcia w Rathen, hrabstwo Meath w Irlandii.  Para spędziła miesiąc miodowy na Mauritiusie. McFadden złożył wniosek o rozwód z Katoną we wrześniu 2004 r. Rozwód trwał dwa lata, aż do zakończenia w grudniu 2006 roku.
14 lutego 2007 r. Katona wyszła za mąż za taksówkarza Marka Crofta podczas prywatnej ceremonii w Gretna Green.  Sześć dni później, 20 lutego 2007 roku, parze urodziła się córką.  Kolejne dziecko urodziła w 2008 roku. Rozstanie ogłoszono w 2009 roku, później pogodzili się, ale rozstali ponownie w 2011 roku. 

### Problemy prawne
15 lipca 2007 r. Katon, Croft i ich córka, Hyde, zostali zakładnikami w domu Wilmslow, Cheshire. Ogłosili, że trzech mężczyzn wtargnęło do ich domu, jeden z nich zagroził Katonie nożem, podczas gdy inni zmusili Croft'a, by pokazał im, gdzie przechowywane są cenne rzeczy.  Nikt nie został ranny, ale mężczyźni uciekli  niebieskim BMW i z innymi cennymi rzeczami o szacowanej wartości od 100 000 do 150 000 funtów(!).   19 lipca 2007 r. Policja znalazła nieuszkodzony samochód 10 mil (16 km) na Raweens Road w Manchesterze. W tym samym dniu Katona trafiła do szpitala z chorobą afektywną dwubiegunową.  Jej publicysta, Max Clifford, stwierdził, że cierpiała na tę chorobę od jakiegoś czasu, ale uraz zaostrzył jej objawy.
W dniu 21 sierpnia 2008 roku ogłoszono upadłość finansową Kantony w londyńskim Sądzie Najwyższym po tym, jak nie zapłaciła ostatecznych 82.000 funtów z 417,000 funtów.  Po utracie islandzkiej umowy, rubryki w magazynie i jej programu w MTV, Katona popadła w kolejne finansowe tarapaty. W grudniu 2009 r. otrzymała nakaz zwrotu nieruchomości własnego domu wartego 1,5 miliona funtów za niespłacanie kredytu hipotecznego przez kilka miesięcy. 
2 lipca 2013 r. Katona złożyła wniosek o ogłoszenie upadłości w sądzie rejonowym w Wigan.

## Pisanie
Katona wydała autobiografię „Kerry Katona: Zbyt wiele, zbyt młoda” 05 października 2006, spisaną przez Ghostwritera (pisarza na zlecenie) Fanny'ego Blake'a  i Sue Katona, który zgodził się, że jej historia będzie również rejestrowana. 
W październiku 2007 roku atom wydał swoją pierwszą powieść. "Hard Love" (napisana z pomocą Ghostwritera) wydana przez Ebury Press. W 2008 roku ukazała się druga powieść "Żona piłkarza" oraz trzecia powieść "Glamour Girl".
- Katona, Kerry (5 października 2006 r.). Too Much, Too Young: My Story of Love, Survival and Celebrity. Ebury Press. ISBN 978-0-09-191390-8.
- Katona, Kerry (1 marca 2007 r.). Przetrwaj najgorszy i cel dla najlepszych. Ebury Press. ISBN 978-0-09-191754-8.
- Katona, Kerry (18 października 2007). Twarda miłość Ebury Press. ISBN 978-0-09-192319-8.
- Katona, Kerry (3 kwietnia 2008 r.). Żona piłkarza. Ebury Press. ISBN 978-0-09-192324-2.

## Model
Katona jest również znana jako fotomodelka.  Po raz pierwszy pozowała do 17 roku życia.  Katona również pozowała do męskiej edycji Zoo.  Była także wzorem dla wielu innych popularnych publikacji pojawiających się w magazynach takich jak New!, Now Magazine i Gwiazda.